# Aliciella sedifolia
Aliciella sedifolia là một loài thực vật có hoa trong họ Polemoniaceae. Loài này được (Brandegee) J.M.Porter mô tả khoa học đầu tiên năm 1998.